# Les Divorcés
Pour les articles homonymes, voir Le Haut Mal (homonymie) et Les Divorcés (homonymie).
Pour plus de détails, voir Fiche technique et Distribution.
Les Divorcés (Le Haut Mal) est un film suisse réalisé par Louis Grospierre en 1973.

## Fiche technique
- Titre : Les Divorcés (Le Haut Mal)
- Réalisation : Louis Grospierre, assisté d'Olivier Assayas
- Scénario : Louis Grospierre
- Dialogues : Alain Quercy
- Photographie : Roger Fellous
- Cadreur : Raphaël Rebibo
- Son : Paul Girard
- Décors : Yanko Hodjis
- Producteur délégué : Raphaël Rebibo
- Production : Jean-Louis Misar
- Sociétés de production : Telvetia (Genève) • Telecran (Genève)
- Durée : 97 min.
- Date de sortie : 1974
- Pays :  Suisse
- Genre : drame

## Distribution
- Georges Wod
- Marc Michel
- Aude Loring
- Philippe Delplanche
- Jacqueline Mach